# Номерні знаки Норвегії

Норвезька смуга дизайном подібна до смуги ЄС.

Автомобільні номерні знаки Норвегії використовуються для реєстрації транспортних засобів у Норвегії. Вони використовуються для перевірки законності використання, наявності страхування та ідентифікації транспортних засобів.
Чинна ідентифікаційна система номерних знаків — дві літери та чотири або п'ять цифр — була введена у 1971 році. Дизайн знаків залишався незмінним до 2002 року, коли було замінено шрифт, який стандартизував ширину кожного символу. Новий дизайн був невдалим через проблеми з чіткістю, наприклад, літери «A» і «R» часто складно було відрізнити. У 2006 році шрифт знову змінено, а розміри збільшено для синьої національної смуги з норвезьким прапором. З 2009 року пластини виготовлялися з пластику, з 2012 року знову виготовляються з алюмінію.

## Дизайн

### A– біле тло і чорні символи
Для автомобілів, вантажівок, автобусів і т.д. Обкладаються податком і підходять для їзди на дорогах загального користування. Більшість автомобілів у Норвегії мають такі номерні знаки.
| DA 12345 |

### B– чорне тло і жовті символи
Для транспортних засобів, які не рухаються дорогами загального призначення: лісозаготівельне та гірничо-шахтне обладнання, снігоходи, різні транспортні засоби в аеропортах і портах і т.д. Такі транспортні засоби звільняються від оподаткування. Транспортні засоби, зареєстровані на Шпіцбергені, також використовують такі номери, оскільки всі дороги там перебувають у приватній власності.
| DJ 457653 |

### C– чорне тло і білі символи
Транспортні засоби спортивного призначення.
| AA 12345 |

### D– помаранчеве тло і чорні символи
Військові автомобілі, вантажівки, автобуси, танки тощо.
| 12345 |

### E– зелене тло і чорні символи
Для автомобілів, мікроавтобусів, малих вантажних автомобілів та ін. Обкладаються податком і підходять для руху дорогами загального призначення.
| AA 12345 |

### F– синє тло і жовті символи
Транспортні засоби дипломатичних місій (дипломатичні номерні знаки).
| CD 12345 |

| CD 1234 |

### G– червоне тло і білі символи
Дилерські номерні знаки.
| DA 12 |

З середини 2015 року з'явився новий формат від AAA10. Видаються централізовано.
| ABC 12 |

Для причепів із кодом «Т».
| DA 12T |

| ABC 12T |

### H– червоне тло і чорні символи
Наклейки, що використовуються для перевезення або тестування незареєстрованих дорожніх транспортних засобів, прототипів та ін. Дата видання надрукована праворуч від реєстраційного номера.
| DA123 |

### I– помаранчеве тло і червоні символи
Військові випробувальні номерні знаки, з двома або трьома літерами (FMU або TU), за якими слідують три цифри з провідним нулем.
| T-U 001 |

| FMU 001 |

### J– біле тло з червоними полями і чорні символи
Туристичні транспортні засоби.
| 00 | 12345 | 00 |

### Персональні
Починаючи з 2017 року для персоналізованих номерних знаків можна використовувати будь-яку комбінацію від двох до семи літер і цифр, із певними винятками, головним чином для образливих слів або фраз і зареєстрованих товарних знаків. Згідно з цими умовами і після сплати збору у розмірі 9 000 NOK, заявнику надано виключне право використовувати запитуваний реєстраційний номер на будь-якому транспортному засобі класу А або Е, яким вони володіють протягом десяти років.
| PRSNL |

| PRSNL |

## Коди та префікси

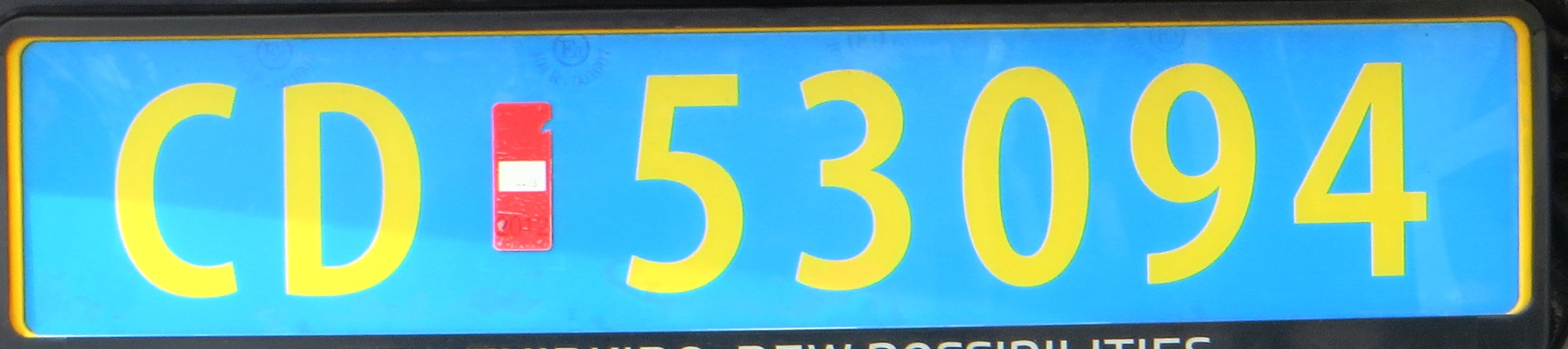
Дипломатичний номер

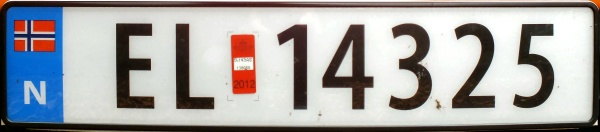
Номерний знак електромобіля

## Спеціальні префікси
- CD — дипломатичні
- EL, EK та EV — транспортні засоби з електричним приводом[7]
- FE — колишні військові транспортні засоби, передані в цивільне використання
- GA — автогаз / LPG (зріджений нафтовий газ) або інші транспортні засоби, що працюють на газу
- HY — автомобілі з водневим двигуном.[8]

Стандартні номерні знаки мають префікс на основі регіонального коду місцевості, де він був виданий.
| Місто                         | Регіон (фюльке) | Серії номерів                                                                                         |
| ----------------------------- | --------------- | --- |
| Галден                        | Естфолл         | AA AB AC                                                                                              |
| Сарпсборг                     | Естфолл         | AD AE                                                                                                 |
| Фредрікстад                   | Естфолл         | AF AH AR AS AT AU AV AW DW                                                                            |
| Мюсен                         | Естфолл         | AJ AK AL AN AP BW FN                                                                                  |
| Мосс                          | Естфолл         | AX AY AZ BA BB FN                                                                                     |
| Дребак                        | Акерсгус        | BC BD BE BF BH BJ BK BG                                                                               |
| Аскер та Берум                | Акерсгус        | BL BN BP BR BS BT BU BV BX BY BZ CA CB                                                                |
| Румеріке                      | Акерсгус        | CC CE CF CH CJ CK CL CN CP CR CS CT CU EV                                                             |
| Єсгейм                        | Акерсгус        | CV CX CY CZ CW                                                                                        |
| Осло                          | Осло            | DA DB DC DD DE DF DH DJ DK DL DN DP DR DS DT DU DV DX DY DZ EA EB EC ED EE EF EH EJ EN EP ER ES ET EU |
| Гамар                         | Гедмарк         | FS FT FU FV FX FY FZ HA FW                                                                            |
| Ельверум                      | Гедмарк         | HB HC HD HE HA                                                                                        |
| Тюнсет                        | Гедмарк         | HF HH                                                                                                 |
| Конгсвінгер                   | Гедмарк         | HJ HK HL HN HP HR                                                                                     |
| Ліллегаммер                   | Оппланн         | HS HT HU HV HX FB                                                                                     |
| Отта                          | Оппланн         | HZ JA JB                                                                                              |
| Йовік                         | Оппланн         | JC JD JE JF JH JJ JK JL JN JP                                                                         |
| Фагернес                      | Оппланн         | JR JS JT                                                                                              |
| Рінгеріке                     | Бускерюд        | JU JV JX JY JZ KA                                                                                     |
| Галлінгдал                    | Бускерюд        | KB KC KD                                                                                              |
| Драммен                       | Бускерюд        | KE KF KH KJ KK KL KN KP KR KS KW EZ EW                                                                |
| Конгсберг                     | Бускерюд        | KT KU KV KX KY                                                                                        |
| Гортен                        | Вестфолл        | KZ LA LB LC LD LE LF                                                                                  |
| Тенсберг                      | Вестфолл        | LH LJ LK LL LN LP LR                                                                                  |
| Ларвік                        | Вестфолл        | LS LT LU LV LX NA NB NC                                                                               |
| Саннефіорд                    | Вестфолл        | LY LZ NA                                                                                              |
| Шієн                          | Телемарк        | ND NE NF NH NJ NK NL NN NP NR NT NU                                                                   |
| Нутодден                      | Телемарк        | NV NX NY NZ NW                                                                                        |
| Рьюкан                        | Телемарк        | PA PB                                                                                                 |
| Арендал                       | Еуст-Агдер      | PC PD PE PF PH PJ PK                                                                                  |
| Сетесдал                      | Еуст-Агдер      | PL LF                                                                                                 |
| Крістіансанн                  | Вест-Агдер      | PN PP PR PS PT PU PV                                                                                  |
| Мандал                        | Вест-Агдер      | PX PY PZ RC RD                                                                                        |
| Флеккефйорд                   | Вест-Агдер      | RA RB                                                                                                 |
| Ставангер                     | Ругаланн        | RE RF RH RJ RK RL RN RP RR RS RT RU RV RX RY RW FB DW                                                 |
| Еґерсунд                      | Ругаланн        | RZ SA SB                                                                                              |
| Гаугесунн                     | Ругаланн        | SC SD SE SF SH SJ SK SL                                                                               |
| Берген                        | Гордаланн       | SN SP SR SS ST SU SV SX SY SZ TA TB TC TD TE                                                          |
| Восс                          | Гордаланн       | TF TH TJ TK                                                                                           |
| Стур                          | Гордаланн       | TL TN TP TR                                                                                           |
| Одда                          | Гордаланн       | TS TT TU                                                                                              |
| Ферде                         | Согн-ог-Ф'юране | TV TX TY TZ                                                                                           |
| Нордфйордейд                  | Согн-ог-Ф'юране | UA UB FA                                                                                              |
| Согналсфера                   | Согн-ог-Ф'юране | UC UD                                                                                                 |
| Олесунн                       | Мере-ог-Ромсдал | UE UF UH UJ UK UL UG UW                                                                               |
| Ерста                         | Мере-ог-Ромсдал | UN UP BB                                                                                              |
| Молде                         | Мере-ог-Ромсдал | UR US UT UU UV                                                                                        |
| Крістіансанн                  | Мере-ог-Ромсдал | UX UY UZ VA                                                                                           |
| Сунндалсера                   | Мере-ог-Ромсдал | VB VC                                                                                                 |
| Тронгейм                      | Тренделаг       | VD VE VF VH VJ VK VL VN VP VR FP VS VU VV                                                             |
| Стерен                        | Тренделаг       | VS VT VU                                                                                              |
| Оркангер                      | Тренделаг       | VX VY VZ                                                                                              |
| Брекстад                      | Треннелаг       | XA XB XC                                                                                              |
| Стейнх'єр                     | Тренделаг       | XD XE XF XH XJ XW                                                                                     |
| Левангер                      | Тренделаг       | XK XL XW                                                                                              |
| Стьєрдалсгалсен               | Тренделаг       | XN XP YW                                                                                              |
| Намсус                        | Тренделаг       | XR XS XT XU                                                                                           |
| Муш'єен                       | Нурланн         | XV XX XY XZ FA                                                                                        |
| Му-і-Рана                     | Нурланн         | YA YB YC YD                                                                                           |
| Буде                          | Нурланн         | YE YF YH YJ FD                                                                                        |
| Феске                         | Нурланн         | YK YL                                                                                                 |
| Нарвік                        | Нурланн         | YN YP YR YS                                                                                           |
| Сволвер                       | Нурланн         | YT YY                                                                                                 |
| Сортланн                      | Нурланн         | YU YV YX                                                                                              |
| Стурслетт                     | Трумс           | FK |
| Гарстад                       | Трумс           | YZ ZA ZB                                                                                              |
| Тромсе включно з Шпіцбергеном | Трумс           | ZC ZE ZH ZK ZL ZN FL FC                                                                               |
| Фіннснес                      | Трумс           | ZD ZF ZJ EX                                                                                           |
| Вадсьо                        | Фіннмарк        | FR ZP ZR LE                                                                                           |
| Кіркенес                      | Фіннмарк        | ZS EY                                                                                                 |
| Алта                          | Фіннмарк        | ZT ZU ZV ZY ZW                                                                                        |
| Гаммерфест                    | Фіннмарк        | ZX |
| Лаксельв                      | Фіннмарк        | ZZ |

Літери G, I, O і Q не використовуються через їх подібність з іншими літерами та цифрами. Винятком є транспортні засоби на газу, які позначаються «GA». M і W спочатку не використовувалися, оскільки вони ширші за інші літери, [12] але деякі літери, включаючи W, тепер використовуються. Норвезькі літери Ø, Ø і Å також не використовуються. Крім того, комбінації «NS» і «SS» не використовуються. Однак «SS» використовується на чотиризначних табличках, що використовуються для мотоциклів, тракторів і причепів).

### Коди дипломатичних номерних знаків
Дипломатичні номерні знаки позначаються префіксом «CD» та ідентифікаційним кодом країни чи організації.
| Код | Країна чи організація |
| --- | --------------------- |
| 10  | США                   |
| 11  | Аргентина             |
| 12  | Афганістан            |
| 14  | Бельгія               |
| 15  | Бразилія              |
| 16  | Велика Британія       |
| 17  | Болгарія              |
| 20  | Канада                |
| 21  | Чилі                  |
| 22  | Колумбія              |
| 23  | Куба                  |
| 26  | Данія                 |
| 28  | Європейський Союз     |
| 29  | Єгипет                |
| 30  | Еквадор               |
| 33  | Фінляндія             |
| 34  | Франція               |
| 37  | Греція                |
| 40  | Індія                 |
| 41  | Індонезія             |
| 42  | Іран                  |
| 43  | Ісландія              |
| 44  | Ізраїль               |
| 45  | Італія                |
| 48  | Японія                |
| 52  | КНР                   |
| 53  | Південна Корея        |
| 54  | Північна Корея        |
| 57  | Мексика               |
| 60  | Нідерланди            |
| 63  | Панама                |
| 64  | Польща                |
| 65  | Португалія            |
| 68  | Румунія               |
| 71  | Росія                 |
| 72  | Іспанія               |
| 73  | Швейцарія             |
| 74  | Швеція                |
| 75  | ПАР                   |
| 76  | Таїланд               |
| 77  | Чехія                 |
| 78  | Туреччина             |
| 80  | Німеччина             |
| 83  | Угорщина              |
| 86  | Венесуела             |
| 89  | Австрія               |